# Ensenada de Barragán
La ensenada de Barragán es una caleta en el sector sudoeste de la costa rioplatense de la provincia de Buenos Aires, Argentina, desde Punta Lara hasta Punta Santiago. 
Fue muy buen puerto de la margen occidental del Río de la Plata. Se encuentra aproximadamente a 60 km de Buenos Aires.

Ubicación aproximada de la ensenada de Barragán.

La ensenada de Barragán se presenta en una especie de seno o recodo que limita al noroeste con la Punta Lara (antigua Punta Ballena) y con la Punta Santiago al sudeste. En dicha ensenada desembocaba el río Santiago, pero las deposiciones aluviales cerraron su estuario y cambió radicalmente su forma.

## Historia
- 7 de febrero de 1520: Hernando de Magallanes descubre la ensenada sin desembarcar, y explora las costas del Río de la Plata.
Su ocupación se remonta al siglo XVII, cuando Hernandarias da en "merced" las tierras cercanas a la caleta a Bartolomé López. Este las vende en 1629 a Antonio Gutiérrez Barragán, cuyo apellido materno se fue fijando e hizo pie en la toponimia de la zona. Barragán se dedicó al contrabando de esclavos de negros africanos, lo cual hizo que la ensenada fuera un activo puerto clandestino de la trata.
- En 1636, el gobernador Pedro Esteban Dávila otorga en posesión a Gerónimo de Benavídez el territorio de Punta Lara.
- En 1730, el gobernador de Buenos Aires Bruno Mauricio de Zabala se dirige al rey español de entonces para confirmarle el descubrimiento de una ensenada y puerto, y le pide la construcción de una sola batería de artillería en su entrada. Su propuesta no es aceptada.
- En 1736, el contrabando desde los territorios en poder de Portugal y sus pretensiones llevaron a realizar una precaria batería. Las importantes crecidas del Río de la Plata arruinaban sistemáticamente la batería, que debió ser reconstruida en 1765, 1771 y 1782.
- En diciembre de 1800, un temporal desplomó el puerto de la ciudad de Buenos Aires, y la inundación llegó hasta la Plaza Mayor. Los comerciantes reclamaron al virrey de entonces, Joaquín del Pino, que habilitara el "puerto de la Ensenada".
- El 2 de enero de 1801, el virrey marqués de Avilés abrió dicho puerto al arribo de buques de comercio (en ese mismo decreto se dispuso fundar la ciudad de Ensenada, ordenándole al coronel Pedro Cerviño la traza del pueblo). Además, el virrey hizo construir la definitiva muralla del fuerte. La batería quedó lista a meses de haberse fundado el pueblo de la Ensenada. La batería era de buena mampostería, con ocho cañones, dos garitas, dos almacenes, cuadra para la tropa, cuarto para el oficial y cocina.
- El 24 de junio de 1806, Santiago de Liniers, a cargo de la batería, rechazó el desembarco de las tropas inglesas comandadas por el general William Carr Beresford, durante la primera invasión inglesa. Los ocho buques ingleses, al mando de sir Home Riggs Popham, intentaron entonces el desembarco frente a Punta Lara; allí intervino la fragata Neptuno, que entró en acción y provocó la huida de los invasores, que finalmente desembarcaron en Quilmes.
- El 28 de junio de 1807, las tropas al mando de John Whitelocke, durante la segunda invasión inglesa, desembarcaron en la Ensenada, al encontrarse el fuerte sin guarnición.
- En abril de 1820, el gobernador Sarratea eliminó la Comandancia Militar de la Ensenada, por lo que cesó la función militar del conjunto defensivo.
- En abril de 1827, se libró en sus cercanías la batalla de Monte Santiago.
- En 1855, el ingeniero Pedro Benoit hizo reconstruir la edificación.
- En 1857, se habilitó el edificio para cuarentena de pasajeros y de tripulaciones de buques, en razón de la epidemia de fiebre amarilla que atacaba a Montevideo.
- En 1860, terminó su función sanitaria y rápidamente quedó en ruinas.
- En 1911, la provincia de Buenos Aires la restauró y abrió al público.
- En 1916, se transfirió el antiguo fuerte para "Parque y Escuela de Aerostación y Aviación de la Armada". Se construyó una pista de aterrizaje y hangar, para prácticas de vuelo de los cadetes de la Escuela Naval Río Santiago, como un aeródromo auxiliar.
- En 1955, la Armada Argentina la usó en el bombardeo de Plaza de Mayo.
- En 1962, volvió a ser usada en los enfrentamientos entre parcialidades de Azules y Colorados del Ejército argentino.
- En 1965 se habilitó como "Museo Histórico".
- En 1969, pasó a ser "Museo Naval".
- En 1985, pasó a llamarse "Museo Histórico Fuerte de la Ensenada de Barragán", dependiente del Partido de Ensenada.

## Otras ubicaciones cercanas en un radio de 10 km
- Apeadero Remolcador Guaraní, 1,0141 km
- Parada Kilómetro 51, 1,0141 km
- Arroyo Zanjón, 1,5701 km
- Apeadero Kilómetro 54, 1,9213 km
- Parada Kilómetro 5, 1,9213 km
- Parada Kilómetro 54, 1,9213 km
- Punta Santiago, 2,0281 km
- Estación Punta Lara, 2,1125 km
- Arroyo Largo, 2,4526 km
- Arroyo del Chileno, 2,4526 km
- Canal Villa Elisa, 2,6993 km
- Arroyo Carmona Mula, 2,7471 km
- Arroyo Doña Flora, 2,7471 km
- Cambaceres, 2,7471 km
- Arroyo La Fama, 3,3481 km
- Isla Monte Santiago Oeste, 3,668 km
- Apostadero Naval Río Santiago, 4,0036 km
- Estación Río Santiago, 4,0036 km
- Ensenada Berisso, 4,2248 km
- Punta Lara, 4,4599 km
- Isla Santiago, 5,0704 km
- Gran Dock, 5,1312 km
- Ensenada de Berisso, 5,3416 km
- Río Santiago, 5,3979 km
- Estación Ringuelet, 6,1099 km
- Tolosa, 6,1099 km
- Berisso, 6,2797 km
- Isla Monte Santiago Este, 6,8464 km
- Islas de Borsani, 6,8464 km
- Puerto La Plata, 6,8464 km
- Ringuelet, 6,8812 km
- Ensenada, 7,0046 km
- Arroyo Caracol Grande, 7,1527 km
- Estanción Hipódromo, 7,4299 km
- Estación La Plata, 7,4816 km
- Rada La Plata, 7,6853 km
- Arroyo Sulliage, 7,7074 km
- Manuel B. Gonnet, 7,9866 km
- Estación Manuel B. Gonnet, 8,4491 km
- José Hernández, 9,2752 km
- Estación City Bell, 9,3811 km
- Balneario Palo Blanco, 9,8093 km

## Museo Histórico del Fuerte de la Ensenada de Barragán
El Museo Histórico del Fuerte de la Ensenada de Barragán se encuentra en el Camino Costanero Alte. Brown y el Arroyo Doña Flora, en Ensenada. Es una dependencia de la Dirección de Cultura de la Municipalidad de Ensenada. Tiene entre sus colecciones restos de embarcaciones, armas antiguas, óleos, murales, colección numismática, objetos de la "1.ª Escuela de Aviación", muebles, donaciones de la familia del almirante Guillermo Brown y una maqueta del fuerte.